# UPAB-50
UPAB-50 (ros. УПАБ-50 – Управляемая Планирующая Авиационная Бомба, UPAB-50 – Uprawlajemaja Płanirujuszczaja Awiacyonnaja Bomba) – rosyjska kierowana bomba szybująca ogólnego przeznaczenia o wagomiarze 50 kg.

## Historia
Kierowana bomba lotnicza UPAB-50 została opracowana przez zakłady Kronsztadt (ros. Кронштадт) w Petersburgu jako uzbrojenie dronów uderzeniowych wprowadzanych na wyposażenie Sił Powietrznych Federacji Rosyjskiej. Jest wersją bomby FAB-50. Bomba może być naprowadzana na podczerwień, optycznie i za pomocą wskaźnika laserowego. Została zaprojektowany do atakowania siły żywej, pojazdów opancerzonych i umocnień. Przenosi głowicę odłamkową stosowaną w pociskach wyrzutni BM-21 „Grad” o masie własnej 37 kg, która może zawierać amunicję kasetową lub ładunek paliwowo-powietrzny. Zachodni eksperci podają w wątpliwość skuteczność systemu naprowadzania. Przy znacznej masie głowicy bojowej w korpusie bomby brak jest miejsca na deklarowane przez Rosjan wyposażenie. Ich zdaniem bomba jest naprowadzana z wykorzystaniem technologii GPS, która jest uznawana za łatwą do zakłócenia.
Bomba jest przenoszona na belce podwieszeniowej BD-2-U o udźwigu do 150 kg, może być zrzucana w odległości 30 km od celu. Po raz pierwszy została zaprezentowana publicznie na forum Armia-2020 jako jeden z elementów uzbrojenia przenoszonego przez dron Orion. Opracowana została również wersja z naprowadzaniem satelitarnym, która nosi oznaczenie UPAB-50S. Konstrukcyjnie bomba jest podzielona na cztery części: przedział naprowadzania, przedział z głowicą bojową, przedział sterowania oraz powierzchnie nośne i sterowe.